# NGC 2602
NGC 2602 ist eine linsenförmige Galaxie vom Hubble-Typ S0/a im Sternbild Großer Bär am Nordsternhimmel. Sie ist schätzungsweise 598 Millionen Lichtjahre von der Milchstraße entfernt und hat einen Durchmesser von etwa 35.000 Lichtjahren. 

Im selben Himmelsareal befinden sich u. a. die Galaxien NGC 2600, NGC 2603, NGC 2605, NGC 2606.
Das Objekt wurde am 16. Februar 1831 von John Herschel entdeckt.